# Yājñavalkya
Yājñavalkya (sanskrit IAST; en devanāgarī : याज्ञवल्क्य) est un sage de l'Inde védique. Certaines sources laissent penser qu'il a probablement vécu entre le Ier siècle avant notre ère et le IVe siècle de notre ère, mais selon d'autres sources, ce serait plutôt avant la première moitié du Ier millénaire avant notre ère,.
On lui attribue les enseignements du Yajurveda blanc, et il apparait fréquemment dans le Śatapatha brāhmaṇa, la Bṛhadāraṇyaka Upaniṣad, la Yājñavalkya Smṛti (en) et le Yoga Yajnavalkya (en).

## Textes
La Bṛhadāraṇyaka Upaniṣad (« Upaniṣad du Grand Livre de la forêt »), l'une des plus anciennes Upaniṣad majeures, inclut, dans le Muni Kanda, des conversations entre le sage Yājñavalkya et Maitreyī. La composition de cet ouvrage est datée d'avant la première moitié du Ier millénaire avant notre ère,.
La Yājñavalkya Smṛti (en) est un texte de droit hindou qui lui est attribué. Puisqu'il est postérieur aux lois de Manu (Manusmṛti) et au penseur politique Chânakya (assimilé à Kautilya), il ne peut pas être antérieur au Ier siècle avant notre ère.
Le Yoga Yajnavalkya (en), une référence classique du yoga, est un dialogue entre Yājñavalkya et Gargi. C'est la seule référence sur le yoga entre l'Antiquité, c'est-à-dire les sutra philosophiques de Patañjali, vers le IIe siècle avant notre ère, et la période moderne, avec par exemple le Hatha yoga pradipika, XVe siècle.

### Traductions
- (fr) Yogayajñavalkyam. Corps et âme, Le Yoga selon Yajñavalkya, traduit du sanskrit, présenté et annoté par Philippe Geenens, Paris, Gallimard, coll. « Connaissance de l'Orient », 2000, 233 p.  (ISBN 978-2-070-75996-5)
- (fr) Yogayajñavalkyam. Âme et corps, traduit du sanskrit par Philippe Geenens, Paris, Gallimard, coll. « Folio Sagesses », 2018, 144 p. (Sélection de textes tirés de l'ouvrage précédent) (ISBN 978-2-072-77991-6)

### Étude
- (en) Jah Sureshwar, Yājñavalkya, New Delhi, Sahitya Akademi, 1998.  (ISBN 978-8-126-00438-6)